# Фруланія ламколиста
Фруланія ламколиста (Frullania fragilifolia) — вид печіночників порядку бококолосальних (Porellales).

## Поширення
Батьківщиною є Європа, Північна Африка, Північна Америка.
Вид часто росте на корі дерев, особливо в районах з великою кількістю опадів, часто мідного бука чи молодої ялини; у континентальних районах мешкає переважно на силікатних породах.

## Характеристика
Ніжні, переважно червоно-коричневі рослини утворюють плоскі, притиснуті килимки на корі дерев або силікатних породах, мають ширину близько міліметра та нерівномірно розгалужені. На частинах стебла листя часто обламуються (для вегетативного розмноження). Бокові листки дволопатеві, верхня лопать від овальної до округлої, менша нижня має форму водяного мішка і довша за ширину. Нижнє листя дволопатеве і трохи ширше стебла. Клітини бічних листків округлі або дещо кутасті, розміром приблизно від 16 до 22 мікрометрів і містять від двох до чотирьох масляних тілець; на додаток до цих нормальних клітин листя завжди є окремі вічка, розкидані або розташовані невеликими групами; це помітно різнокольорові чи збільшені клітини. Вид дводомний. Спорогони зустрічаються рідко. Поширення зазвичай відбувається через зламані листки.